# 舍 (齊國)
齐侯舍（？—前613年），姜姓，名舍，齊昭公和子叔姬之子。
昭公二十年（前613年），舍在位僅五個月。他的叔叔、昭公之弟公子商人於十月弒舍自立，是為懿公。
| 前任： 父齊昭公 | 齊國君主 前613年 | 繼任： 叔齊懿公 |